# José Sanjurjo
José Sanjurjo y Sacanell, marchiz de Rif (n. 28 martie 1872 – d. 20 iulie 1936) a fost un ofițer spaniol, conducător al conspirației pentru tentativa de lovitură de stat care a declanșat războiul civil spaniol.

## Cariera dinaintea celei de-a doua republici
Născut în Pamplona, a luptat în Cuba în 1896 și în mai multe campanii în Maroc în 1909, printre care recucerirea teritoriului pierdut în Melilla după Bătălia de la Annual din 1921. A fost Înalt Comisar al Spaniei în Maroc și a avansat în grad până la cel de general-locotenent. În 1925, a participat la debarcarea de la Alhucemas. În 1927, în urma terminării Războiului Rifului, regele Alfonso al XIII-lea l-a decorat la 28 martie 1931 cu Gran Cruz de Carlos III. În 1928, a fost numit șef al unuia din principalele directorate ale Gărzii Civile.

## Evenimentele premergătoare războiului civil
După alegerile din aprilie 1931, a fost primul general numit la comanda armatei de Comitetul Revoluționar republican după proclamarea republicii. Motivul pentru aceasta era că prin influența sa, în calitate de comandant al Gărzii Civile, putea permite crearea Republicii.
S-a opus politicii militare a lui Manuel Azaña și a fost înlocuit de generalul Miguel Cabanellas. Azaña l-a retrogradat ca șef al vămilor în 1932 din cauza evenimentelor de la Castilblanco și Arnedo. Această confruntare cu guvernul, în combinație cu măsurile de lărgire a autonomiei și de reformă a armatei luate de Azaña, l-au făcut să se alieze cu unii dintre carliștii lui Fal Conde, și cu alți ofițeri într-o revoltă la Sevilla la 10 august 1932. La început, revolta, denumită sanjurjada, a avut succes în Sevilla, dar a eșuat în Madrid. El a afirmat apoi că s-a revoltat doar împotriva guvernului, nu și împotriva Republicii. A încercat să fugă în Portugalia, dar la Huelva s-a hotărât să se predea. A fost condamnat la moarte, sentință comutată ulterior la închisoare pe viață în penitenciarul Dueso. În martie 1934, a fost amnistiat de guvernul Lerroux și a plecat în exil la Estoril, Portugalia. Când Niceto Alcalá-Zamora a fost înlocuit la 10 mai 1936 de Azaña la președinția republicii, Sanjurjo, împreună cu generalii Emilio Mola, Francisco Franco și Gonzalo Queipo de Llano au început să comploteze pentru răsturnarea guvernului de stânga al Frontului Popular. Aceasta a condus la lovitura de stat de la 17 iulie 1936, care a declanșat războiul civil spaniol.
Sanjurjo a murit la Estoril, Portugalia, într-un accident aviatic, în timp ce se întorcea în Spania la 20 iulie 1936 într-un avion pilotat de Antonio Ansaldo.